# Ravil Tagir
Ravil Tagir, né le 6 mai 2003 à Taraz au Kazakhstan, est un footballeur turc qui joue au poste de défenseur central à Al Jazira Club.

## Biographie

### En club
Né à Taraz au Kazakhstan, Ravil Tagir commence le football au Bursa Kültürspor avant d'être formé par l'Altınordu FK, qu'il rejoint en 2016. Il joue son premier match en professionnel le 18 août 2019, lors d'une rencontre de championnat face au Hatayspor. Il est titularisé et son équipe s'incline par un but à zéro. Le 14 février 2020, Tagir inscrit son premier but en professionnel lors d'une rencontre de championnat contre l'Osmanlıspor FK. Titulaire ce jour-là, son but de la tête en fin de match permet à son équipe d'obtenir le point du match nul (2-2 score final).
Le 28 septembre 2020, Ravil Tagir s'engage en faveur de l'İstanbul Başakşehir. Il joue son premier match sous ses nouvelles couleurs le 28 novembre 2020, lors d'une rencontre de championnat face au Denizlispor. Il entre en jeu en fin de match et les deux équipes se neutralisent.
Le 23 juin 2022 est annoncé le transfert de Ravil Tagir au KVC Westerlo. Le jeune défenseur est prêté pour deux saisons au club belge,. Dès sa première saison il s'installe dans l'équipe première en s'imposant comme un titulaire régulier dans la défense du KVC Westerlo.

### En sélection
Ravil Tagir joue son premier match avec l'équipe de Turquie espoirs contre l'Angleterre le 6 septembre 2019. Il est titularisé et son équipe s'incline par trois buts à deux ce jour-là.
En septembre 2022, Ravil Tagir est convoqué pour la première fois avec l'équipe nationale de Turquie par le sélectionneur Stefan Kuntz pour des matchs de Ligue des nations.

## Vie privée
Les grands-parents sont des turcs Meskhètes exilés au Kazakhstan pendant l'Union soviétique en 1944. Son père, Gülali Tagir, émigre à Bursa en Turquie, en 2002.